# لونا ۱۵

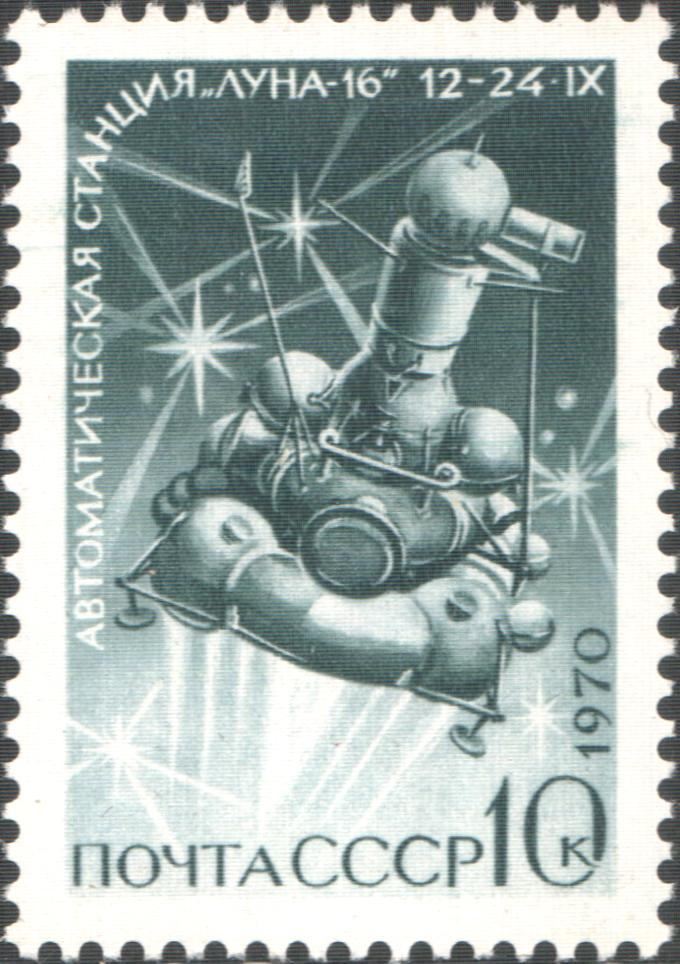
آگهی از لونا ۱۶بدون سرنشین ماموریت خودکار ماه ۱۲ تا ۲۴ سپتامبر

لونا ۱۵ (به انگلیسی: Luna 15) یا لونیک ۱۵ (انگلیسی: Lunik 15) یک فضاپیمای بدون سرنشین برنامه لونا ساخت اتحاد جماهیر شوروی سوسیالیستی بود. در ۲۱ ژوئیه ۱۹۶۹، دوساعت قبل از آنکه آپولو ۱۱ سطح کره ماه را ترک کند، در مدار ماه دچار نقص فنی شد و بر سطح ماه سقوط کرد. لونا ۱۵ سه روز قبل از آپولو ۱۱ به فضا پرتاب شده بود.